# Mistrzostwa Świata w Kolarstwie Torowym 1925
28. Mistrzostwa Świata w Kolarstwie Torowym 1925 odbyły się w Amsterdamie. Rozegrano trzy konkurencje: sprint zawodowców i amatorów oraz wyścig ze startu zatrzymanego zawodowców.

## Medaliści

### Mężczyźni
| Konkurencja                              | Złoto          | Srebro           | Brąz           |
| ---------------------------------------- | -------------- | ---------------- | -------------- |
| Sprint indywidualny amatorów             | Jaap Meijer    | Antoine Mazairac | Bernard Leene  |
| Sprint indywidualny zawodowców           | Ernst Kaufmann | Maurice Schilles | Lucien Michard |
| Wyścig ze startu zatrzymanego zawodowców | Robert Grassin | Jan Snoek        | Georges Sérès  |

## Klasyfikacja medalowa
| Miejsce | Państwo    |   |   |   | Razem |
| ------- | ---------- | - | - | - | ----- |
| 1.      | Holandia   | 1 | 2 | 1 | 4     |
| 2.      | Francja    | 1 | 1 | 2 | 4     |
| 3.      | Szwajcaria | 1 | 0 | 0 | 1     |